# Quinto Gargilio Antiguo
Marco Pacio Silvano Quinto Coredio Galo Gargilio Antiguo (en latín: Marcus Paccius Silvanus Quintus Coredius Gallus Gargilius Antiquus) fue un senador romano que vivió a finales del siglo I y mediados del siglo II, y desarrolló su cursus honorum bajo los reinados de Trajano y Adriano. Fue cónsul sufecto en el año 119 junto con Quinto Vibio Galo.

## Orígenes familiares
Gargilio Antiguo probablemente tuvo sus orígenes en el norte de África. El praenomen de su padre (Publio) y su tribu (Quirina) son conocidos por inscripciones. El elemento "Marco Pacio" de su nombre apunta a una adopción testimonial por un Pacio por lo demás desconocido; Juvenal (12,99) menciona a un Pacio que era muy rico pero no tenía hijos.

## Vida y carrera
Gargilio Antiguo fue gobernador de Arabia Petraea del año 116 a 119; en este último año fue nombrado cónsul sufecto. Está atestiguado como presente en Roma el 15 de octubre de 134, cuando fue uno de los testigos del Senatus consultum nundinus slatus Berguensis; más tarde ese año regresó al Este del imperio para servir como gobernador proconsular de Asia en el periodo 137/138.
Basado en una inscripción recuperada en Tel Dor en 1948, se sabía que Gargilio Antiguo había sido el gobernador de una provincia en la parte oriental del Imperio, inicialmente supuestamente Siria, entre su consulado y su gobernación en Asia. En noviembre de 2016, arqueólogos submarinos de la Universidad de Haifa recuperaron una inscripción en griego frente a la costa de Dor, que atestigua el hecho de que Gargilio fue gobernador de la provincia de Judea en algún momento entre los años 120 y 130, antes de la Revuelta de Bar Kojba.

## Familia
Tuvo un hijo, Lucio Pulayeno Gargilio Antiguo, que fue cónsul sufecto alrededor del año 158.